# Edmund Bigott
Edmund Bigott (* 11. März 1910 in Romb, Kreis Karthaus, Westpreußen; † (vermisst) 1. Januar 1943 in Stalingrad) war ein deutscher Klassischer Philologe.

## Leben
Edmund Bigott, der Sohn des Volksschullehrers Johann Bigott (1878–1954), besuchte ab 1916 die Volksschule in Eichenberg (Bukowa Góra). 1920, nach der Angliederung Westpreußens an Polen, wurde die Familie vertrieben. Erst zwei Jahre später fand der Vater in Habbelrath eine Arbeitsstelle. Edmund Bigott besuchte von Ostern 1922 bis Februar 1931 das Schillergymnasium in Köln-Ehrenfeld. Vom Sommersemester 1931 bis zum Wintersemester 1935/36 studierte er an der Universität zu Köln Klassische Philologie und Germanistik. Zu seinen prägenden akademischen Lehrern zählten Günther Jachmann, Ulrich Knoche und Josef Kroll. Von Jachmann erhielt er auch die Anregung zu seiner Examensarbeit über die Komposition der Terenz-Komödie Andria, aus der seine Dissertation hervorging.
Am 23. Juni 1937 legte Bigott die Lehramtsprüfung in den Fächern Griechisch, Latein und Deutsch (Nebenfach) ab. Anschließend trat er zum 1. Oktober 1937 sein erstes Referendarsjahr am Friedrich-Wilhelms-Gymnasium Köln an. Sein zweites Referendarsjahr absolvierte er am Kölner Dreikönigsgymnasium. Am 11. Februar 1939 wurde er zum Dr. phil. promoviert. Zum 2. November 1939 wurde er dem Gymnasium in Köln-Mülheim als zusätzliche Lehrkraft überwiesen; wenige Wochen später (20. November) erhielt er einen Lehrauftrag am Wilhelm-Dörpfeld-Gymnasium in Wuppertal-Elberfeld.
Später wurde Bigott zum Zweiten Weltkrieg einberufen. Während der Schlacht um Stalingrad ist er verschollen. Seit dem 1. Januar 1943 gilt er als vermisst, was auch als offizielles Todesdatum festgelegt wurde.
Neben seiner Dissertation verfasste Bigott auch einen Artikel über den Komödiendichter Turpilius für die Realenzyklopädie der klassischen Altertumswissenschaft (RE), der erst fünf Jahre nach seinem Tod erschien.

## Schriften
- Die Komposition der Andria des Terenz. Bochum 1939 (Dissertation)
- Turpilius 7. In: Paulys Realencyclopädie der classischen Altertumswissenschaft (RE). Band VII A,2, Stuttgart 1948, Sp. 1428–1430.